# Фуллер Мейтленд, Джон Александр
Джон Александр Фуллер Мейтленд (англ. John Alexander Fuller Maitland; 7 апреля 1856, Лондон — 30 марта 1936, Карнфорт) — британский музыкальный критик и музыковед.

## Бмография
Окончил Кембриджский университет, учился также у Уильяма Рокстро и Эдварда Даннройтера. В 1889 г. сменил Фрэнсиса Хюффера как музыкальный критик газеты «Таймс» и оставался в этой должности до 1911 г.
Фуллер Мейтленд написал ряд статей для первого издания Музыкального словаря Гроува, а в 1904—1910 гг. подготовил второе издание, дополнив его статьями о новейших музыкантах, а также о главном редакторе первого издания, выдающемся музыковеде Джордже Гроуве, который из скромности не включил в первое издание статью о самом себе.
Вместе с Уильямом Баркли Скуайром Фуллер Мейтленд подготовил (1899) первое издание «Фитцвильямовой вирджинальной книги» — сборника клавирных пьес рубежа XVI—XVII вв., одного из главных источников современных знаний о британской музыке этого периода. Среди других изданий, подготовленных им, — сборник старинных английских песен, произведения Генри Пёрселла и др.
Фуллер Мейтленд написал четвёртый том, «Эпоха Генделя и Баха» (англ. The Age of Bach & Handel), для фундаментальной «Оксфордской истории музыки» (англ. The Oxford history of music). Ему принадлежат также книги «Мастера немецкой музыки» (англ. Masters of German music; 1894, очерки о 17 современных германских композиторах от Иоганнеса Брамса до Рихарда Штрауса), «Фортепианные произведения Шумана» (англ. Schumann's Pianoforte Works; 1927), «Клавирные сюиты Баха» (англ. Keyboard Suites of J. S. Bach; 1928) и др.